# Sozialpolitik im Nationalsozialismus
Die Sozialpolitik im Nationalsozialismus bezeichnet die Maßnahmen, die insbesondere seitens des Reichsarbeitsministeriums während der Zeit des Nationalsozialismus im Sinne der NS-Ideologie gegenüber definierten Teilen der Bevölkerung ergriffen wurden. Dazu zählen neben der Arbeits- und Tarifpolitik etwa die Gesundheits- und Familienpolitik sowie Wohlfahrts- und Fürsorgefragen.
Im Mittelpunkt der Sozialpolitik standen „Arbeit“ und „Leistung“, wobei Arbeit stets als „nationale Arbeit“, Arbeit für die „Volksgemeinschaft“ und Leistung immer auch als Beitrag zur Optimierung des „Volkskörpers“ verstanden wurde.

## Vorgeschichte bis zur Machtergreifung
In den Jahren der Weimarer Republik hatte sich die Sozialpolitik zu einem zentralen, aber zunehmend von tiefgehenden politischen Konflikten geprägten Politikfeld entwickelt. Arbeitsrecht, Sozialversicherung und Wohlfahrtspflege wurden auf der Basis der Bismarck’schen Sozialgesetzgebung zunächst ausgebaut und durch weitere wohlfahrtsstaatliche Leistungen zugunsten einer Sekurität breiter Bevölkerungsschichten ergänzt, infolge der Weltwirtschaftskrise jedoch wieder beschnitten. Die Machtübernahme durch die Nationalsozialisten beendete 1933 nicht nur die kurze Periode der Weimarer Demokratie, sondern auch ihr Sozialstaatspostulat mit einem individuellen Anspruch auf soziale Absicherung ohne Ansehen der Person. Der sozialdarwinistisch determinierte Ausleseprozess zwischen förderungswerten Volksgenossen und „minderwertigen“, „lebensunwerten“ „Gemeinschaftsfremden“ legitimierte vor allem in der Wohlfahrtspflege eine Privilegierung der durch Rassenhygiene (Erbgesundheit und arische Abstammung) „aufgearteten Volksgemeinschaft“. Aber auch von den privilegierten Hilfsbedürftigen wurde permanentes Wohlverhalten erwartet. Die soziale Absicherung des Einzelnen war bedingt durch stete „volksgenossische“ Vorleistungen gegenüber dem „Volkskörper“, insbesondere Arbeits- und Opferbereitschaft. Beispielhaft war etwa das Ideal der „deutschen Mutter“.
Das 25-Punkte-Programm der NSDAP von 1920 beschäftigt sich in mehr als der Hälfte der Punkte mit der Wirtschafts- und Sozialpolitik. In Punkt 24 heißt es: 

„Sie [die NSDAP] bekämpft den jüdisch-materialistischen Geist in und außer uns und ist überzeugt, daß eine dauernde Genesung unseres Volkes nur erfolgen kann von innen heraus auf der Grundlage: Gemeinnutz vor Eigennutz.“

Ebenso lautete 1937 der Leitsatz Joseph Goebbels’ für die Arbeit des Winterhilfswerks: „Gemeinnutz vor Eigennutz“.
Konkrete sozialpolitische Maßnahmen waren der Zusammenschluss von Arbeitgebern und Arbeitnehmern in der Deutschen Arbeitsfront (DAF) als der größten NS-Massenorganisation, sowie staatliche Eingriffe in die Bereiche Lohn, Arbeitsmarkt, Arbeitsrecht und die innerbetriebliche Ordnung. Die Selbstverwaltung in der Sozialversicherung durch gewählte Organe wurde zugunsten des Führerprinzips abgeschafft. Die neuen „Leiter“ der Sozialversicherungsträger erhielten deren Aufgaben und Befugnisse.
So sollten die bestehenden Klassen abgeschafft und alle Deutschen zu einer einheitlichen Volksgemeinschaft nach dem Führerprinzip zusammengeschlossen werden. Ebenso sollten Großbetriebe enteignet werden. Diese Programmkomponenten der NSDAP wurden letztlich jedoch nicht umgesetzt, da Hitler die Reichswehr und die Unternehmer auf seine Seite bringen wollte. Unter anderem führte dies zu der von den Nationalsozialisten nachträglich als Röhm-Putsch bezeichneten Ermordung der SA-Führung, die auf der Umsetzung der korporationistischen Programmpunkte bestanden hatte.

## NS-Ideologie
Die sozialpolitischen Maßnahmen waren insbesondere in den Bereichen Fürsorge und Wohlfahrtspflege am stärksten von der nationalsozialistischen Rassenhygiene geprägt. Damit der „Volkskörper“ gesund und die „arische Rasse“ rein bleibe, sollten die Sozialleistungen körperlich und geistig beeinträchtigten Menschen und „rassisch Minderwertigen“ nicht zugutekommen.
Arbeit wurde von der freien Lohnarbeit zum Medium der Erziehung zur Volksgemeinschaft. Nur wer arbeitswillig war, wurde als Mitglied der Volksgemeinschaft anerkannt. Arbeit wurde damit zum Mechanismus der Selektion, der Abgrenzung der „wertvollen Volksgenossen“ von den „Asozialen“ und „Gemeinschaftsfremden“.
Das Deutsche Hygiene-Museum Dresden (DHM) stellte sich voll in den Dienst der nationalsozialistischen Ideologie. Es wollte „das Verständnis für das bevölkerungspolitische Programm der NSDAP und damit des nationalsozialistischen Staates ... wecken, um damit die Grundlage für eine einheitliche Gesundheitsführung und die Volksgesundheit des deutschen Volkes zu fördern.“
Mit Rücksicht auf die Ausweitung der Aufgaben auf dem Gebiet der Erb- und Rassenkunde wurde eine besondere Abteilung eingerichtet.
Das DHM zeigte die Wanderausstellungen „Volk und Familie“, „Ewiges Volk“ und „Volk und Rasse“, um „das Verantwortungsbewusstsein des einzelnen Volksgenossen gegenüber seinem Volk und seiner Rasse zu wecken, zu vertiefen und hinzulenken zu den von allen zu erfüllenden völkischen Verpflichtungen.“
In den Kriegsjahren wurde die Aufklärung über Luftschutz und Kampfgaserkrankungen hinzugenommen und auch auf die besetzten Gebiete ausgeweitet.

## Arbeitsmarkt

### Arbeitskräftebeschaffung und -lenkung
Von der Arbeitsbeschaffungspolitik der Reichsregierung seit 1933 über den obligatorischen Arbeitsdienst für männliche Jugendliche im Reichsarbeitsdienst zur Durchführung gemeinnütziger Arbeiten seit 1935 bis hin zum umfassenden System des Arbeitseinsatzes und der massenhaften Zwangsarbeit von Ausländern in den Kriegsjahren wurde in der Zeit des Nationalsozialismus der hoheitliche Zugriff auf die Arbeitskraft intensiviert. Nach Einführung des Pflichtjahres 1938 für junge Frauen und durch die massive Aufrüstung der Wehrmacht wurde bis 1939 faktisch Vollbeschäftigung erreicht. Wichtige Instrumente einer kriegsadäquaten Arbeitskräftesteuerung waren zudem das Arbeitsbuch, eine relativ effiziente und mit dem Vierjahresplan gleichgeschaltete Arbeitsverwaltung sowie eine differenzierte Statistik.
In den ersten Jahren der nationalsozialistischen Herrschaft sank die Zahl der Arbeitslosen enorm. Eine grundlegende Rolle spielte dabei ab 1933 die Umsetzung des Reinhardt-Programms mit einem beachtlichen finanziellen Volumen von 1,5 Milliarden Reichsmark, ab 1936 dann der Vierjahresplan mit einem umfassenden staatlichen Auftragswesen zugunsten der Rüstungsindustrie. Waren im Februar 1933 über 6 Mio. Arbeitslose offiziell registriert, konnte Hitlers Regierung im Juni 1934 die Reduzierung auf 2,5 Mio. bekanntgeben. Im Januar 1935 waren es 2,9 Mio., Ende August 1935 nur noch 1,1 Mio. Hauptursache dafür war das bereits von der Brüning-Regierung eingeleitete Beschäftigungsprogramm in Landwirtschaft und Straßenbau, das auf den Wohnungsbau ausgeweitet wurde. Insbesondere der Autobahnbau wurde propagandistisch in Szene gesetzt.
Die Zwangsrekrutierung von Arbeitern für „Aufgaben von besonderer staatspolitischer Bedeutung“ erfolgte nach der Generalermächtigung Hermann Görings zur Durchführung des Vierjahresplans im Oktober 1936 aufgrund entsprechender Verordnungen durch die Reichsanstalt für Arbeitsvermittlung und Arbeitslosenversicherung, insbesondere zum Bau des Westwalls, aber auch anderer Projekte des Vierjahresplans durch rund 400 000 „Wirtschaftssoldaten“. Nach einer Verordnung über die Beschränkung des Arbeitsplatzwechsels des Ministerrats für die Reichsverteidigung vom 1. September 1939 musste das Arbeitsamt Kündigungen von Arbeits- und Lehrverhältnissen zustimmen.
Angesichts der katastrophalen Verschlechterung der militärischen Lage nach der Niederlage in der Schlacht von Stalingrad sollte zu Beginn des Jahres 1943 eine „totale Mobilisierung“ der deutschen Bevölkerung erfolgen. Am 27. Januar 1943 erging noch vor der Sportpalastrede von Joseph Goebbels eine Verordnung des Generalbevollmächtigten für den Arbeitseinsatz Fritz Sauckel über den umfassenden Einsatz von Männern und Frauen zur „schnellstmöglichen Erringung des Endsiegs“. „Um diese Aktion des nationalen Willens zur höchstmöglichen Entfaltung zu bringen“, wurde eine zwangsgeldbewehrte Meldepflicht aller bislang nicht erfassten Männer vom 16. bis zum 65. Lebensjahr und aller Frauen von 17 bis 45 Jahren eingeführt mit dem Ziel, bislang ungenutzte Reserven dem Kriegseinsatz zuzuführen. Außerdem erhielten das Reichswirtschaftsministerium und andere oberste Reichsbehörden die Vollmacht, kriegsunwichtige Betriebe stillzulegen, um die freiwerdenden Arbeitskräfte für Zwecke der Kriegführung einzusetzen.
Die Arbeitslosenzahl sank statistisch auch deshalb, weil einige Branchen (Landarbeiter, Fischereiarbeiter, Forstarbeiter, Dienstboten) aus der Arbeitslosenversicherung herausgenommen wurden; ein zusätzlicher Effekt wurde erzielt, indem Frauenarbeit verpönt und eine Kampagne gegen Doppelverdiener gestartet wurde. Insbesondere aus dem Dienstleistungsgewerbe und den höher qualifizierten Berufen wurden Frauen systematisch verdrängt und dadurch viele freie Stellen geschaffen.
Der durchschnittliche Wochenlohn lag allerdings immer noch ein Viertel unter dem Wert von 1929, gleichzeitig waren aber auch die Lebenshaltungskosten durch einen Preisstopp deutlich gesunken.

### Arbeitnehmerpolitik
Das Gesetz zur Ordnung der nationalen Arbeit (AOG) vom Januar 1934 beseitigte sowohl die innerbetriebliche Mitbestimmung als auch die Tarifautonomie. Es sühnte zudem „gröbliche Verletzungen der durch die Betriebsgemeinschaft begründeten sozialen Pflichten“ als „Verstöße gegen die soziale Ehre“ (§ 36 AOG). Ein solcher Verstoß lag beispielsweise vor, wenn „Angehörige der Gefolgschaft den Arbeitsfrieden im Betrieb durch böswillige Verhetzung der Gefolgschaft gefährden“. Nach dem Gesetz über Treuhänder der Arbeit und § 19 Ziff. 1 AOG sollten übereinstimmend die Treuhänder der Arbeit für die „Aufrechterhaltung des Arbeitsfriedens“ sorgen. Damit seien, so die nationalsozialistische Justiz, Streik und Aussperrung faktisch verboten worden.
Die Gewerkschaften wurden verboten und durch die Deutsche Arbeitsfront ersetzt, die ein Einheitsverband von Arbeitnehmern und Arbeitgebern und somit kein Gewerkschaftsersatz war. Außerdem wurden durch einen flächendeckenden Lohnstopp faktisch die Reallöhne gesenkt, und die Arbeitszeiten beim Übergang in die Kriegswirtschaft erhöht. Mit diesen Maßnahmen beherrschten der NS-Staat umfänglich die Arbeitnehmerschaft, die Löhne und verhinderte wirksam jeden möglichen Streikansatz.
Die harmonische Volksgemeinschaft gab es in der Realität nur eingeschränkt, es kam zu verschiedenen Streiks, beispielsweise dem Mössinger Generalstreik oder einem Streik von 262 Opel-Arbeitern am 25. Juni 1936. Bei der Bekämpfung von Streiks und Arbeitsniederlegungen durch das NS-Regime kann weder von einer ausgefeilten Strategie noch von wildem und planlosem Terror die Rede sein. Hin und wieder entfernte man aber Betriebsführer oder Angehörige der Gefolgschaft. Meldungen über Streiks und Arbeitsniederlegungen unterlagen im „Dritten Reich“ jedenfalls strenger Geheimhaltung.
Andererseits gab es auch soziale Verbesserungen und Geschenke: So wurde der 1. Mai als Feiertag für die Arbeiter und der Hausarbeitstag für die Frauen eingeführt. Außerdem wurde die Kraft-durch-Freude-Organisation gegründet, um durch Ferienreisen und Freizeitveranstaltungen eine Gleichschaltung der deutschen Bevölkerung im Freizeitbereich im Sinne des Nationalsozialismus zu erreichen.

## Sozialversicherung
Versicherungszweige der Reichsversicherung waren die Kranken-, Renten-, Unfall- und die Knappschaftsversicherung. Die Grundsätze der Beitragsfinanzierung und des einklagbaren Rechtsanspruchs blieben erhalten. Nach 1933 und vor allem in den Kriegsjahren enthielt jedoch auch die Sozialversicherung zunehmend Elemente politischer und rassischer Diskriminierung, so der Entzug von Renten für „Staatsfeinde“ und Minderleistungen für Juden und „Fremdrassige“.
Am 16. Dezember 1936 wurde mittels 3. Berufskrankheitenverordnung die Unfallversicherung auf gewerbliche Berufskrankheiten in Deutschland erweitert und der gewerbeärztliche Dienst ausgebaut. Das Reichsarbeitsministerium setzte damit die Sozialpolitik der Weimarer Republik hinsichtlich der Berufskrankheiten fort. Neu anerkannt wurden unter anderem Asbestose und Lungenkrebs durch Chromaterzeugung. Darüber hinaus sicherte die VO die Entschädigung bei schweren Silikosen und erweiterte die Anzahl gesundheitsgefährdender Stoffe. Seit dieser Zeit gibt es den Staatlichen Gewerbearzt.
Im Vergleich zu 1931 sank jedoch der Anteil anerkannter Fälle von Berufskrankheiten an der Zahl der gemeldeten Fälle.
Der Betriebsarzt sollte hauptsächlich bei der Beurteilung der Arbeiter die Frühinvalidität mindestens auf das 55. Lebensjahr hinausschieben, so forderte es Hans Reiter, der Präsident des Reichsgesundheitsamtes. Ab 1938 wurde das kassenärztliche Recht auf Arbeitsunfähigkeitsschreibung eingeschränkt.
Ein an Magengeschwüren leidender Arbeiter sei nicht arbeitsunfähig, außer die Geschwüre bluteten oder neigten zum Durchbruch. EKG-Untersuchungen seien auf ein Mindestmaß zu beschränken und der Patient bleibe bis zum Eingang des Befundes arbeitsfähig. „Bei Anlegung eines so strengen Maßstabes kann es vorkommen, dass es auch Gefallene in der Heimat gibt.“
1938 wurde die Altersversicherung für (selbständige) Handwerker eingeführt und 1941 die Krankenversicherung für Rentner. Weitergehenden Pläne der DAF zum Aufbau eines umfassenden „Versorgungswerks des deutschen Volkes“ wurden jedoch nicht realisiert.

## Wohlfahrtspflege
In der Zeit des Nationalsozialismus wurden neben der gesetzlich geregelten öffentlichen Wohlfahrtspflege der Gemeinden und der sog. freien, privaten Wohlfahrtspflege der christlichen Kirchen (Innere Mission und Deutscher Caritasverband), die auf dem Gebiet der Heil- und Pflegeanstalten sowie der Kindergärten führend waren, zwei gänzlich neue Organisationen geschaffen: die Nationalsozialistische Volkswohlfahrt (NSV), eine Parteiorganisation der NSDAP und der öffentliche Gesundheitsdienst (ÖGD), eine zentralstaatliche Gesundheitsorganisation, die an die Stelle der bisherigen kommunalen Gesundheitsfürsorge trat. Mit Hilfe dieser Organisationen wurde das neue Konzept der nationalsozialistischen „Volkspflege“ in die Praxis umgesetzt.
Bevölkerungspolitisch und erbbiologisch motiviert ging es im „völkischen Wohlfahrtsstaat“ positiv um eine Förderung und Stärkung der gesunden und produktiven Mitglieder der Volksgemeinschaft und negativ um die Verhinderung der Fortpflanzung, die „Ausmerze“ der „Minderwertigen“. Damit wurde die gesamte Volksgemeinschaft zum Objekt sozialpolitischer Regulierung. Aus der Pflicht der Gemeinschaft zur Hilfe für den notleidenden Einzelnen wurde die Forderung maximaler Opferbereitschaft des einzelnen für die Volksgemeinschaft. Hier radikalisierte sich die nationalsozialistische Sozialpolitik der Entrechtung zur allseitigen Unterwerfung des Individuums unter die Zwänge der Volksgemeinschaft.
Die Arbeit der NSV konzentrierte sich (positiv) auf den Bereich der Fürsorge für Mütter und Kinder durch Unterstützung und Pflege der „wertvollen Volksgenossen“, vor allem die Förderung der gesunden deutschen Familie und der Kinder- und Jugendfürsorge. Sie war in sog. Hilfswerken organisiert. Das bedeutendste davon waren das Winterhilfswerk des Deutschen Volkes (WHW) und das Hilfswerk Mutter und Kind (MuK).
Den Gesundheitsämtern oblag (negativ) nach dem Gesetz über die Vereinheitlichung des Gesundheitswesens vom 3. Juli 1934 unter anderem die „Erb- und Rassenpflege einschließlich der Eheberatung“. Dies führte zu massenhaften Gesundheitsuntersuchungen, die von den verschiedenen rassehygienischen Gesetzen, vor allem dem Gesetz zur Verhütung erbkranken Nachwuchses, den Nürnberger Rassegesetzen oder dem Ehegesundheitsgesetz gefordert wurden. Aber auch Ehestandsdarlehen, Kinderbeihilfen und die Leistungen im Rahmen des Hilfswerkes Mutter und Kind setzten den ärztlichen Nachweis der Erbgesundheit voraus. Die Politik der Massenuntersuchungen wurde ergänzt durch eine erbgesundheitliche Totalerfassung der gesamten Bevölkerung mit der Anlage sog. Erb- und Sippentafeln bei den staatlichen Gesundheitsämtern. Schätzungen zufolge wurden zwischen 1934 und 1939 ca. 10 Mio. Untersuchungen dieser Art durchgeführt.

## Familienunterstützung
Die Sicherstellung der Konsumgüterversorgung, Kriegsrenten oder die Entschädigung der Frauen für den Verdienstausfall ihrer nach Wiedereinführung der Wehrpflicht durch das Wehrgesetz eingezogenen Männer sollten nach Kriegsbeginn die Massenloyalität festigen und ein Zusammenbrechen der „Heimatfront“ wie bei Ende des Ersten Weltkriegs verhindern. Insofern war die Familienunterstützung zugleich „soziales Gebot“ und „militärische Notwendigkeit“. „Die beiden Heere draußen und in der Heimat“ waren durch ihre familienmäßige Verbundenheit ein „unteilbares Ganzes“.
Das Familienunterstützungsgesetz von 1936 gewährte insbesondere den Ehefrauen und Kindern Einberufener eine finanzielle Unterstützung zur Sicherung des notwendigen Lebensbedarfs. So wie nach § 1 des Wehrgesetzes der Wehrdienst ein „Ehrendienst am Deutschen Volke“ war, entspreche die Fürsorge für die Angehörigen „einer vom Staat zu erfüllenden Ehrenpflicht der Volksgemeinschaft“.
Die Familienunterstützung sollte die Fortführung des Haushalts auf dem Niveau des bisherigen Lebensstandards ermöglichen und war ausdrücklich „keine Leistung der öffentlichen Fürsorge“, wenngleich die Kommunen den Unterstützungssatz an den örtlichen Richtsätzen der Fürsorge ausrichteten.

## Kriegswirtschaft
Am 27. August 1939, vier Tage vor Beginn des Zweiten Weltkrieges (und drei Tage nach dem ursprünglichen Angriffsbefehl für den Überfall auf Polen), wurden mit Verordnung des Generalbevollmächtigten für die Wirtschaft Walther Funk Lebensmittelmarken und Bezugsscheine für Seife, Textilien, Hausbrandkohle, Schuhe und Konsumartikel eingeführt. So sollte Verteilungsgerechtigkeit demonstriert werden. Schwer- und Schwerstarbeiter erhielten Zusatzrationen. Nach Goebbels’ Sportpalastrede, in der er zum totalen Krieg aufrief, verstärkten sich zwar die Einschränkungen in der Versorgung, aber erst im Winter 1944/45 lagen die Nahrungsmittelrationen statistisch unter dem Erhaltungs-Minimum von 1800 Kalorien pro Tag. Es wurde auf „greifbare ... neuartige Nahrungsmittel“ verwiesen: Raps, Rapskuchen und Rapsextraktionsschrot, Kastanien, Eicheln (für Eichelkaffee) oder Futterpflanzen als Massengemüse (Runkelrüben, Serradella, Klee, Luzerne). Für die Eiweißgrundlage sollten alle greifbaren warmblütigen Tiere geschlachtet und niedere Wildtiere gesammelt werden (Fische jeder Art, Frösche, Schnecken). Bis dahin funktionierte die Versorgung der „Volksgenossen“ jedoch besser als im Ersten Weltkrieg. Bedarfsreduzierung und Hunger wurden vor allem den ausgegrenzten Teilen der Bevölkerung wie den Gefängnis- und KZ-Insassen, Juden, Patienten psychiatrischer Einrichtungen, ausländischen Zwangsarbeitern und Kriegsgefangenen sowie der Bevölkerung in den abhängigen und eroberten Gebieten auferlegt.
Im Gegensatz zum Ersten Weltkrieg fand während des Zweiten Weltkrieges bis zur Niederlage von Stalingrad keine totale Mobilmachung und Umstellung auf eine Kriegswirtschaft statt. Tatsächlich wurde in den zivilen Bereichen für eine lange Zeit fast unbeeindruckt vom Krieg weiter produziert. Möglich war das, da die Kriegswirtschaft auf das Prinzip der Blitzkriege fixiert war und auf eine Tiefenrüstung verzichtet wurde. Außerdem profitierte das Dritte Reich von den anfänglichen Erfolgen der Wehrmacht, die den Zugriff auf die Nahrungsmittel und Arbeitskräfte aus den besetzten Ländern ermöglichte.
Die Zerstörungen durch alliierte Luftangriffe auf Städte im Reichsgebiet führten ab 1943 zur staatlichen Erfassung und Verteilung von Wohnraum zugunsten sog. Luftkriegsbetroffener.
Am Ende des Krieges brach die Industrie durch die Bombardierung der Infrastruktur (Eisenbahn) und Industrieanlagen und die fehlende Rohstoffversorgung zusammen, die Versorgung mit Lebensmitteln wurde problematisch, der Schwarzmarkt blühte auf.